# Марктцойльн
Марктцойльн (нем. Marktzeuln) — община в Германии, в земле Бавария. 
Подчиняется административному округу Верхняя Франкония. Входит в состав района Лихтенфельс. Подчиняется управлению Хокстадт-Маркцойльн.  Население составляет 1635 человек (на 31 декабря 2010 года). Занимает площадь 6,86 км².
Община подразделяется на 3 сельских округа.

## Население
По оценке на 31 декабря 2015 года население общины Марктцойльн составляет 1539 чел. 

| Дата      | 1840 | 1871 | 1900 | 1925 | 1939 | 1950 | 1961 | 1970 | 1987 | 2011 |
| --------- | ---- | ---- | ---- | ---- | ---- | ---- | ---- | ---- | ---- | ---- |
| Население | 1355 | 1544 | 1377 | 1385 | 1299 | 1758 | 1615 | 1631 | 1514 | 1609 |

| Год       | 1960 | 1970 | 1980 | 1990 | 2000 | 2009 | 2010 | 2011 | 2012 | 2013 | 2014 | 2015 |
| --------- | ---- | ---- | ---- | ---- | ---- | ---- | ---- | ---- | ---- | ---- | ---- | ---- |
| Население | 1600 | 1619 | 1518 | 1628 | 1706 | 1629 | 1635 | 1612 | 1588 | 1537 | 1511 | 1539 |